# Сарыбай (Северо-Казахстанская область)
Сарыбай (каз. Сарыбай) — село в Тайыншинском районе Северо-Казахстанской области Казахстана. Входит в состав Рощинского сельского округа. Код КАТО — 596066800.

## География
Расположено около озера Сарыбай.

## Население
В 1999 году население села составляло 60 человек (38 мужчин и 22 женщины). По данным переписи 2009 года, в селе проживало 25 человек (14 мужчин и 11 женщин).